# John Murray (Verlag)
John Murray ist eine Verlagsbuchhandlung in London, die 1768 gegründet wurde. Namentlich bekannt wurde der Verlag durch die Reisehandbücher (Handbooks for travellers), die er 1836 bis 1901 herausgab. Er brachte auch 1859 erstmals (und später in weiteren Auflagen) Charles Darwins Werk Die Entstehung der Arten heraus. Auch die Werke von Samuel Smiles und David Livingstone wurden von dem Verlag unter der Leitung von John Murray III., dem Enkel des Verlagsgründers, herausgegeben.
Wegen der Farbe ihres Einbands erhielten die Murray-Handbücher den Beinamen Red Books und wurden zu einer Art „Bibel“ für Reisende. Das erste Red Book von 1836 verzeichnete die Sehenswürdigkeiten von Holland, Belgien, Preußen und Norddeutschland sowie dem Rheinland und empfahl dem Touristen die pittoreskesten und romantischsten Routen. Die Sehenswürdigkeiten wurden hierbei mit einem Sternsystem bewertet, das John Murray III. erfunden hatte.
Das Konzept des Sehenswerten an sich wurde von Murray geprägt, der dadurch gemeinsam mit dem Deutschen Karl Baedeker als „einer der Propheten des Tourismus“ (Hans Magnus Enzensberger) gelten kann.